# BRM P126
La BRM P126 è una monoposto di Formula 1, costruita dalla scuderia inglese BRM per partecipare al Campionato mondiale di Formula 1 1968 e Campionato mondiale di Formula 1 1969.

## Sviluppo
Dopo due stagioni passate concentrandosi sullo sviluppo di un nuovo propulsore V16, la direzione tecnica del team inglese, visti gli scarsi risultati ottenuti, decise di dedicarsi alla progettazione di una nuova unità V12, più semplice da gestire e realizzare.

## Tecnica
La vettura progettata da Len Terry era equipaggiata con un propulsore V12 dalla potenza di 370 cv gestito da un cambio Hewland manuale a cinque rapporti. Il telaio era in configurazione monoscocca realizzato in alluminio, mentre l'impianto frenante era costituito da quattro freni a disco ventilati. Le sospensioni, in tutte le sezioni, erano composte da doppi bracci trasversali, molle elicoidali e ammortizzatori.
A metà della stagione 1968 la P126 venne sviluppata e il nuovo modello venne denominato P133, nonostante quest'ultimo mostrasse delle modifiche estremamente lievi.

## Attività sportiva
La P126, durante la stagione 1968 del campionato di Formula 1, ottenne diversi secondi posti che le permisero di arrivare quinta nel mondiale costruttori.